# Cyclopsodesmus scaurus
Cyclopsodesmus scaurus är en mångfotingart som beskrevs av Loomis 1964. Cyclopsodesmus scaurus ingår i släktet Cyclopsodesmus och familjen Fuhrmannodesmidae. Inga underarter finns listade i Catalogue of Life.